# Aspidogyne
Aspidogyne là một chi thực vật có hoa trong họ, Orchidaceae.